# Johannes Lingelbach
Johannes Lingelbach (Frankfurt del Main, 10 d'octubre de 1622 - Amsterdam, 3 de novembre de 1674) fou un pintor neerlandès, que va pertànyer a l'Edat d'Or holandesa, associat amb la segona generació dels bamboccianti, un grup de pintors de gènere que van treballar a Roma entre el 1625 i el 1700.

## Biografia
L'any 1634 David Lingelbach, tècnic alemany, es va establir a Amsterdam amb la seva esposa i fills. Entre 1642 i 1650 Johannes Lingelbach va viatjar a França i Itàlia. Després del seu retorn a Amsterdam, al voltant de 1653, Johannes es va casar. Cap a 1662 Lingelbach va viure a Reestraat, un petit carrer a la vora del canal Prinsengracht.
El seu treball va començar a mostrar la influència dels paisatges de Philips Wouwerman (1619 - 1668). La seva habilitat en les figures de pintures de gènere no està menys aconseguida en les seves representacions dels objectes arquitectònics i naturals. Sovint era invitat a pintar els personatges i animals dintre d'altres obres d'artistes paisatgistes, com ara els holandesos: Cornelis Decker (1619-1678), Jan Hackaert (1628 - 1685), Jan Wijnants (1632 - 1684, Frederik de Moucheron (1634 - 1686), Jan van der Heyden (1637 - 1712) i Meindert Hobbema (1638 - 1709). El seu estudi de les formes arquitectòniques va venir de l'observació de les pintures d'un altre «bamboccianti», Viviano Codazzi (1606 o 1611 - 1672), que mostrava una arquitectura vedutista.
Lingelbach va seguir l'estil de Pieter van Laer (1599 - 1642), anomenat «Il Bamboccio», aportant el seu propi estil italianitzat a la influència dels pintors nord europeus. Ell és un dels pocs pintors alemanys bambochant, les obres dels quals estan documentades a fons, fent una gran influència a l'evolució de l'estil. Algunes de les seves obres sobre Roma durant un temps van ser atribuïdes a Pieter van Laer, però ara se li han reconegut amb raó a Lingelbach, com, "Escena del carrer romana amb jugadors de cartes" (National Gallery de Londres). Aquestes obres mostren la influència italiana de Caravaggio (1571- 1610) en el seu realisme i el refinat efecte clarobscur, que també s'observa en altres obres de Lingelbach com "Curander i d'altres figures davant de d'una posada amb una vista de la Plaça del Poble, Roma", (Royal Collection, Londres). Les formes de Lingelbach es basaven en els efectes de la llum i l'exactitud espacial, però molt més lliure que la de Codazzi.
La Dulwich Picture Gallery exposa un bon exemple de les seves imitacions de Jan Baptist Weenix (1621 - 1660), i a la National Gallery de Londres n'hi ha un amb l'estil de Wouwerman.

## Galeria

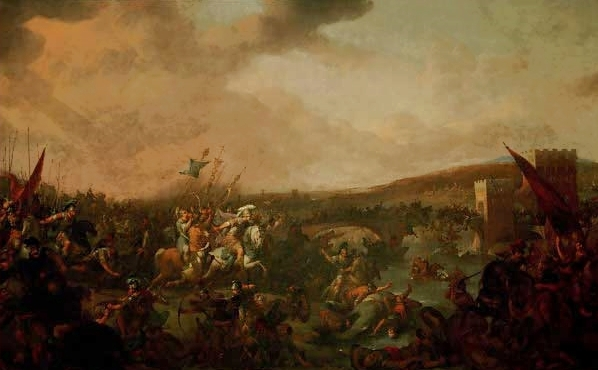
La batalla del pont Milvio (c.1650).
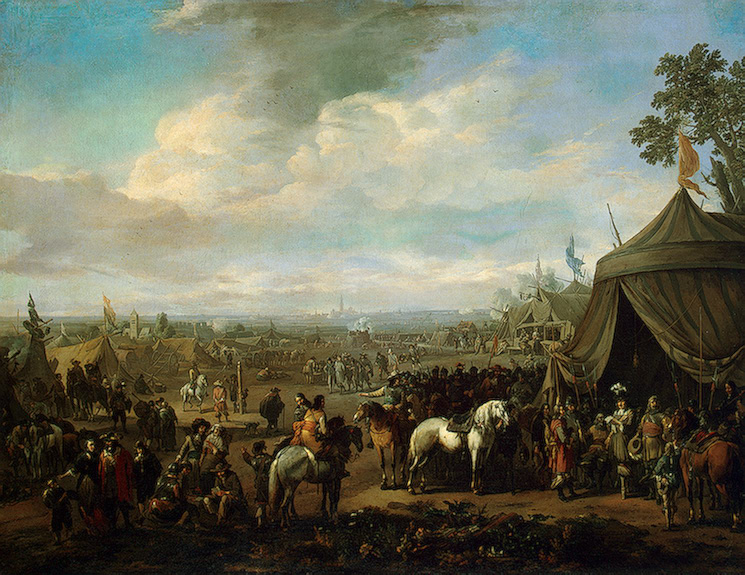
Ciutat flamenca assetjada pels soldats espanyols  (c.1674)
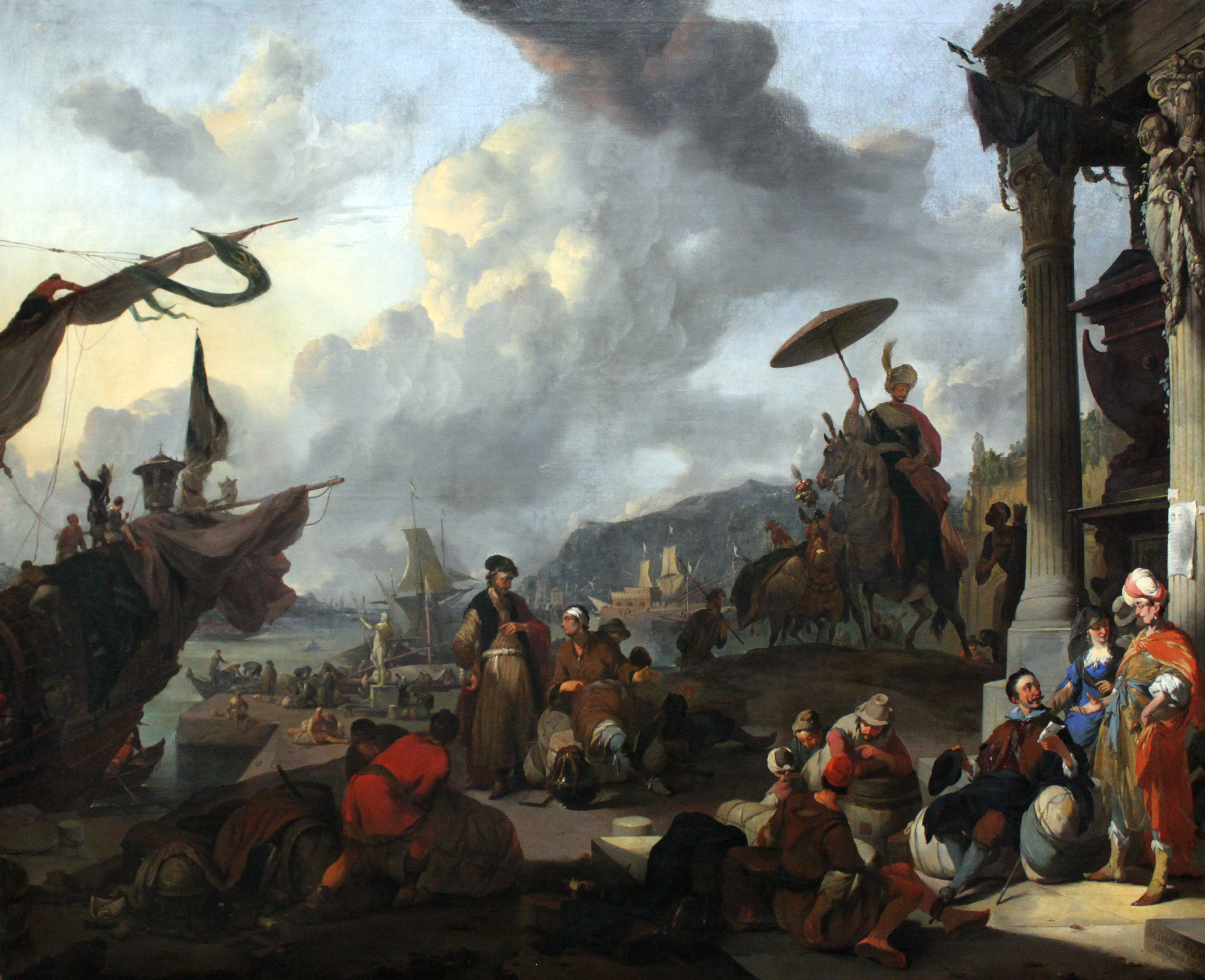
Escena de port mediterrani (1669)
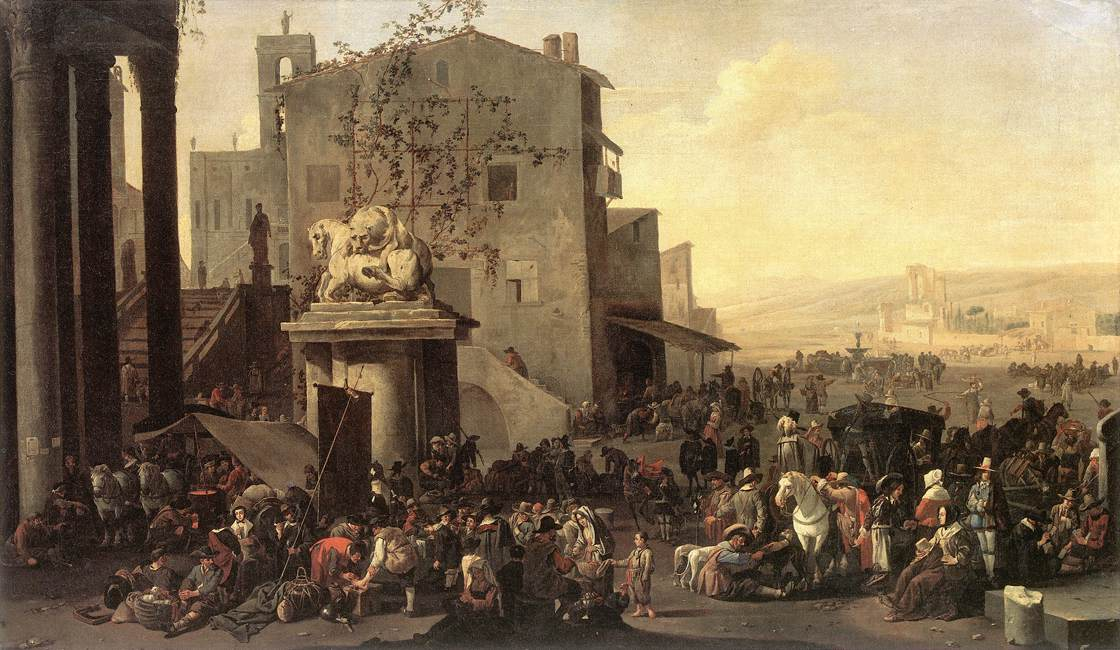
Escena de mercat romà (1653)